# 宁静居宅院
29°52′25.37″N 121°37′24.09″E / 29.8737139°N 121.6233583°E
宁静居宅院，又称花汀墙门、安乐遗址，位于中国浙江省宁波市鄞州区福明街道宁城社区城东院11号（原邵家村花汀桥北137号），据传建于清朝光绪年之前，由穿堂、倒座、主楼及余屋等组成，前进为六开间，分别由穿堂三间和倒座三间组成，后进主楼为五间二弄，遗址大门朝东，用青砖和石质材料建成，2010年公布为江东区文物保护单位:434-435，2015年12月大修，并开辟为甬剧艺术博物馆，2019年6月18日正式开放，2020年8月5日因行政区划调整公布为鄞州区文物保护单位。